# Potres (muzička grupa)
Potres je pank bend iz Smedereva. Grupa je osnovana 1991. godine.

## Istorija
Početkom 1991. godine drugovi iz srednje škole Darko i Zoran oformili su prvu postavu benda koja je u početku često menjana. Niko se više ne seća ko je izabrao ime, ali povod za prvu svirku, pa i ime benda bio obeležavanje 50. godišnjice od velikog potresa koji je uzdrmao Smederevo.
Prvi demo snimili su u julu, a drugi u novembru 1992. To je bila prilika da se za Predskazanje Tapes izda prva kaseta (album) Život je lep. U vihoru vremenskih neprilika, tri od pet snimljenih pesama objavljene su na kompilaciji Rockin for R-N-N vol. 2. Iste, 1992. godine bend osvaja titulu Radio Smedereva za najuspešniji bend te godine. Nakon izlaska sledećeg albuma Trka je Počela, 1995. godine bend tu i celu sledeću godinu provodi nastupajući po koncertima. Godine 1997. snimljen je maksi singl (EP) Mene Može Imati Svako. U leto iste godine u bend dolaze braća Borko i Srećko Ristić nakon čega je snimljen treći album Treća smena u studiju Matrix u kome bend ostaje do 2008. godine. Album je izdat na kaseti 1998. godine za ITMM i na CD-u 1999. godine za Sick Mind Records iz Holandije pod nazivom Third Shift. Godine 1998. dolazi i Miša (gitara i vokal benda Eraserhead) u bend na mestu drugog gitariste. Zadovoljan uspehom albuma Sick Mind Records 2000. godine objavljuje nove pesme benda na kompilaciji Never Say Die. Sledeći, četvrti po redu album, pod nazivom El Grande izdaju 2004. godine za holandski Nordisc Records. U periodu od 2005. — 2007. zbog životnih okolnosti, bend radi usporenim tempom, što se ogleda i slabijom koncertnom aktivnošću.
Nakon sređivanja mnogih stvari na privatnom planu, članovi benda počinju intenzivan koncertni i autorski rad 2007. godine. Dugogodišnji autor i osnivač benda, Darko, odlučio je da 2008. napusti bend, koji je, lokacijski, poslednju deceniju proveo radeći isključivo u Beogradu, te je napravio u Smederevu još jedan bend po imenu Gavrilo Princip. Ovu prekretnicu je obeležio maksi singl, Doza stvarnosti iz 2009. Usledila je pojačana koncertna aktivnost i rad na novom materijalu. Proslava 20 godina rada (2011) krunisana je novim EP izdanjem Simboli revolucije.
Nakon 23 godine rada i drugi osnivač je napustio bend 2013. godine usled pritiska životnih obaveza. Na njegovo mesto došao je dugogodišnji prijatelj benda, Terza, bubnjar beogradskog punk benda S.U.S.
Svojih 25 godina stvaralaštva, Potres je 2016. godine, 26. avgusta na koncertu sa Mad Caddies i Tea Break, promovisao svoje novo izdanje "Drugi poziv". EP sadrži 6 pesama na kojima su gostovali prijatelji benda, Vuja (KBO!), Tea Break, Miki (Six Pack, ČBS), Aca (Definite Choice, Hitman, The Bridge), Proces i Jimi Triple B 666 Blues Band.
Posle višegodišnje pauze, bend se okupio u postavi Zvrle, Miša, Borko i Srećko za potrebe nastupa na proslavi 30. godina od prve emisije na Radio Smederevu - Breaking the Silence (BTS), koja je ostala jedini vesnik subkulturne scene u rodnom gradu Potresa.
Usledili su nastupi na Iluzijama Slobode (Bečej) u junu 2024. godine, kao i još jedan koncert u Smederevu u martu 2025.
Potres je povremeno aktivan, dok ne dođu neka slobodnija vremena. Do tada smo na ulici!

## Diskografija
- Život je Lep (MC), 1992. (Predskazanje Tapes)
- Trka je Počela (MC), 1995. (Predskazanje Tapes)
- Mene Može Imati Svako (EP), 1997. (DIY)
- Treća Smena (CD), 1998. (ITMM (YU)/Sickmind (NL))
- (v/a), 2000. (Sickmind (NL))
- (CD), 2003. (Nordisc (NL))
- (EP), 2009. (DIY)
- (EP), 2011. (DIY)
- (EP), 2016. (DIY)

## Spotovi
- Lek protiv monotonije, 1999. (ITMM)
- Umoran, 2009. (DIY)
- Slovenska, 2009. (Studio Frame)
- Simboli revolucije, 2011. (Studio Frame)
- Suviše pijani [live], 2012. (DIY)
- Slovenska [live], 2014. (DIY)
- Pusti me da sanjam, 2015. (DIY)

## Spoljašnje veze
- Potres na
- Intervju za www.punkoiuk.co.uk Архивирано на веб-сајту  (14. фебруар 2008)